# Gracilibacter thermotolerans
Gracilibacter thermotolerans è una specie di batterio appartenente alla famiglia delle Clostridiaceae.